# Mariene ecoregio Salomonzee
De Mariene ecoregio Salomonzee (136) (Engels: Solomon Sea marine ecoregion) is een biogeografische regio en ligt in het westen van de Grote Oceaan in de Mariene provincie Oostelijke Koraaldriehoek (31) in het Marien rijk Centrale Indo-Pacific. De mariene ecoregio is vastgesteld door het World Wide Fund for Nature en The Nature Conservancy en is vernoemd naar de Salomonzee.
In het noordwesten grenst het gebied aan de mariene ecoregio Bismarckzee (134), in het noordoosten en oosten aan de mariene ecoregio Salomonarchipel (135) en in het zuidwesten aan de mariene ecoregio Zuidoostelijk Papoea-Nieuw-Guinea (137).

## Geografie
De mariene ecoregio ligt in het westen van de Grote Oceaan voor de oostkust van Papoea-Nieuw-Guinea. Het gebied ligt in de Salomonzee en het noordelijke deel van de Koraalzee en strekt zich uit van de zuidkust van Nieuw-Brittannië en voor de oostkust van Nieuw-Guinea en omvat de Kiriwina-eilanden, de D'Entrecasteaux-eilanden en de Louisiaden.
Door het noordelijk deel van het gebied stroomt de Nieuw-Guineakuststroom en zuidelijker de Pacifische Zuidequatoriale stroom.

## Biogeografie
Het gebied kent zeeleven dat houdt van tropische temperaturen.